# Jordi d'Ornós
Jordi d'Ornós (Perpinyà?, circa 1380 - Carpentràs (Provença), 1452), fou un bisbe, cardenal, jurista i diplomàtic català.
Estudià arts a la Universitat de Perpinyà pels volts de l'any 1394.
Doctor en drets, ocupà diversos càrrecs. Fou prior del monestir de Sant Pere de Casserres i ardiaca d'Elna i Barcelona.
L'any 1417 fou nomenat canceller i procurador del rei Alfons el Magnànim davant del papa. El 5 de març de 1418 va ser rebut pel papa Martí V i pel concili de Constança, on hi pronuncià un discurs de congratulació per la restauració de la unitat.
Fou bisbe de Vic des de 1424 fins a 1425.
L'any 1423 el papa Martí V el nomenà delegat seu per resoldre els efectes del cisma d'Avinyó. El 1429 va intervenir en el concili de Tortosa, on s'extingí el cisma.
Assistí al Concili de Basilea, on fou nomenat cardenal pel papa Fèlix V (cismàtic), amb el títol de Santa Anastàsia i després de Santa Maria Transtíber. Després de la Pau de Terracina Eugeni IV el deposà per aquest motiu de la seu de Vic i del cardenalat.
L'any 1449 es reconcilià amb el papa Nicolau V, que el nomenà bisbe de Carpentràs, a la Provença, on morí el 1452. Va llegar a la catedral de Carpentràs la seva biblioteca.

## Obres
- Allegationes pro Benedicto XIII
- Epístola al rei Alfons (Barcelona, 12 de maig de 1416)
- Sermo (1418), pronunciat davant del Concili de Constança
- Epístola al rei Alfons (Avinyó, 23 de gener de 1418)
- Epístola al rei Alfons (Constança, 31 de març de 1418)
- Epístola al rei Alfons (Milà, 19 d'octubre de 1418)
- Sermones de 1438 pronunciats davant del concili de Basilea